# Leptocerus posticoides
Leptocerus posticoides är en nattsländeart som beskrevs av Malicky 1995. Leptocerus posticoides ingår i släktet Leptocerus och familjen långhornssländor. Inga underarter finns listade i Catalogue of Life.